# Boa (wrestler)
Yanbo Wang (semplificato: 王彦博; Pechino, 21 giugno 1995) è un wrestler cinese.

## Carriera

### WWE (2016–2024)

#### NXT(2016–2024)
Wang firmò con la WWE nel 2016, venendo mandato dapprima al Performance Center, e poi debuttando con il ring name Boa in alcuni house show di NXT. Nel luglio del 2017, durante un live event di NXT, Boa e No Way Jose sconfissero Steve Cutler e Wesley Blake. Successivamente, Boa continuò a combattere in diversi live event dello show giallo.
Il debutto effettivo ad NXT avvenne nella puntata del 10 luglio 2019, durante il Breakout Tournament per un'opportunità titolata all'NXT Championship di Adam Cole, dove venne sconfitto ed eliminato da Jordan Myles. Successivamente, Boa subì un infortunio alla spalla che lo tenne fuori dalle scene per un periodo imprecisato. Nella puntata di NXT del 7 ottobre 2020 Boa fece il suo ritorno, vestito in giacca e cravatta, per consegnare una lettera a Xia Li a seguito della sua sconfitta contro Shotzi Blackheart. La scena si ripeté anche nella puntata di NXT del 21 ottobre, quando la Li venne sconfitta da Kacy Catanzaro, con Boa che consegnò alla sua connazionale una misteriosa lettera. Nella puntata di NXT dell'11 novembre Boa salì sul ring per annunciare a Raquel Gonzalez che Xia Li non avrebbe potuto affrontarla, ma in risposta la Gonzalez attaccò brutalmente lo stesso Boa, prima che questi venisse raggiunto da un misterioso uomo anziano cinese che gli consegnò una lettera. Dalla puntata di NXT del 25 novembre andarono in onda delle vignette di Boa e Xia Li mentre venivano sottoposti a durissime punizioni da parte del sinistro uomo anziano cinese e da una donna misteriosa con la faccia pitturata di bianco (poi rivelatasi col nome Mei Ying). Da lì in poi, Boa ha supportato Xia Li durante i suoi match, sempre a fianco della sinistra Mei Ying. Il suo ritorno sul ring di avvenne nella puntata di NXT del 29 giugno 2021 quando lui e Xia Li sconfissero Jake Atlas e Mercedes Martinez per decisione arbitrale. Successivamente, combatté in singolo sconfiggendo atleti come Andre Chase, Drake Maverick (grazie all'aiuto di Mei) e Malik Blade a NXT e 205 Live, ma perse contro Xyon Quinn, incassando la prima sconfitta nella sua nuova gimmick. A seguito della sparizione di Mei Ying, poco tempo dopo, si pitturò la faccia con gli stessi colori di Mei, dicendo di aver assorbito la sua essenza, ed iniziò a lottare in maniera molto più aggressiva. Entrò poi in faida con Solo Sikoa, attaccando quest'ultimo nel backstage durante l'episodio di NXT 2.0 del 28 dicembre. La faida si concluse poi il 25 gennaio ad NXT 2.0 quando venne sconfitto da Sikoa in un No Disqualification falls count anywhere match.
Tornò poi, dopo una lunghissima assenza causata da un infortunio, nella puntata di NXT Level Up del 4 aprile 2023 venendo sconfitto da Dante Chen.

## Personaggio

### Mosse finali
- Inverted facelock backbreaker
- Roundhouse kick

### Musiche d'ingresso
- Triad dei CFO$ (WWE; 2019)
- Fighting Spirit dei def rebel (WWE; 2021–2022)